# Força-Tarefa Conjunta Civil

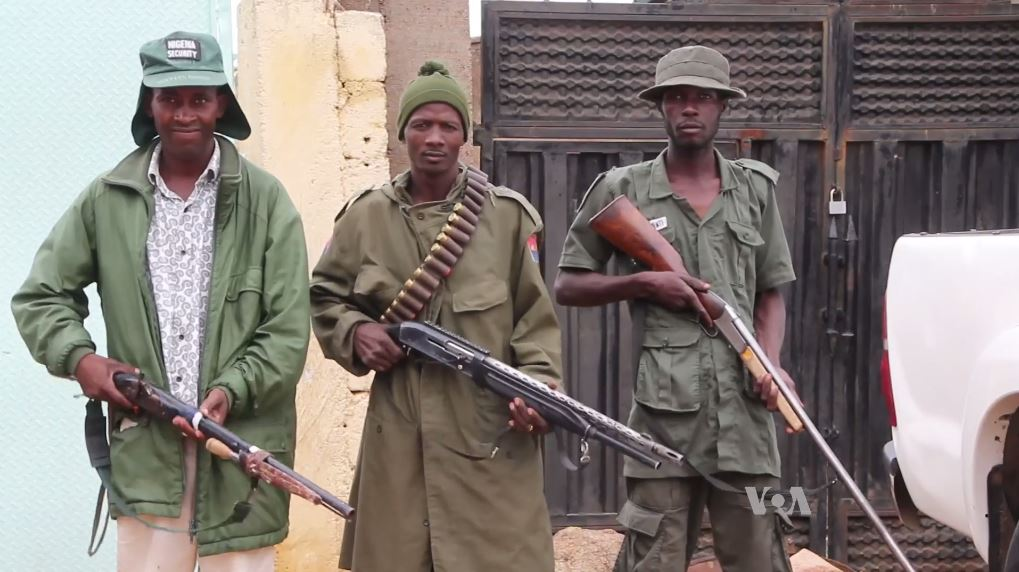
Membros da milicia.

Força-Tarefa Conjunta Civil (Civilian Joint Task Force, CJTF) é uma milícia formada em Maiduguri, estado de Borno, na Nigéria, para ajudar a expulsar os combatentes jihadistas do Boko Haram de sua cidade. O grupo possui armas básicas e também membros femininos.  A milicia de vigilantes conta com mais de 26.000 membros nos estados do nordeste de Borno e Yobe, dos quais apenas 1.800 recebem salário (US$ 50 por mês).  A Força-Tarefa Conjunta Civil sofreu cerca de 600 baixas no conflito, contando membros perdidos e desaparecidos.
O grupo foi acusado de abusos, incluindo o massacre de homens ao lado de uma vala comum, desviar alimentos destinados a famílias famintas, espancamentos e sujeitar mulheres e meninas à violência sexual sistemática nos campos. 